# 台北捷運淡水線
淡水線（たんすいせん）は、台湾台北市中心部（中正区）から同市北部を縦断し、新北市淡水区へと至る台北捷運の路線。信義線と直通運転を行っていることから淡水信義線と総称される。

## 概要
台北市北部の慢性的な交通渋滞・排気ガスによる環境汚染を改善するために台湾鉄路管理局の淡水線を置換する形で設置された路線である。当初は新交通システムが導入される予定だったが、先に開通した文山線で、輸送力不足などの問題が発生したため通常の鉄道方式に変更され、1997年に開通した。
路線の全長は 22.8 km。かつて終点の中正紀念堂からは新店線へ直通運転を行っており、信義線の開通後は一部の列車が信義線へ直通運転を行っていた。計画では信義線開通と同時に新店線への乗り入れを全面的に中止する予定であったが、今まで乗り換えなしで行けた台北駅周辺へ向かうのに途中駅で乗り換えを強いられることになる新店線沿線住民からの不満が大きく、信義線開通後も新店線直通系統は維持されたが、
2014年11月15日の松山線開業に伴い新店線との直通運転を取りやめ、全ての列車が信義線に直通運転している。
北投駅にて新北投駅へ向かう新北投支線へ分岐するが、直通運転は行われていない。

### 路線データ
- 駅数：21
- 軌間：1,435 mm（標準軌）
- 電気方式：直流750 V（第三軌条方式）
- 複線区間：全線
- 地上区間：紅樹林駅 - 北投駅間
- 地下区間：民権西路駅 - 中正紀念堂駅間
- 高架区間：淡水駅 - 紅樹林駅間、北投駅 - 民権西路駅間
- 走行方向：右側通行（北投駅付近を除く）

## 運転
全ての列車が信義線との直通運転を実施している。2013年11月現在、運行時間は6:00から24:30頃までで、淡水駅 - 中正紀念堂駅 - 信義線象山駅間の列車と、北投駅 - 中正紀念堂駅 - 信義線大安駅間の列車が、全て各駅停車で運転されている。北投駅以南は概ね4～5分間隔（平日のラッシュ時は3分間隔）で、23:00以降は運転本数が漸減する。全ての駅のホーム上と改札周辺に、行先別に次の列車到着までの残り時間を刻々と示す案内表示が設けられている。

## 設備

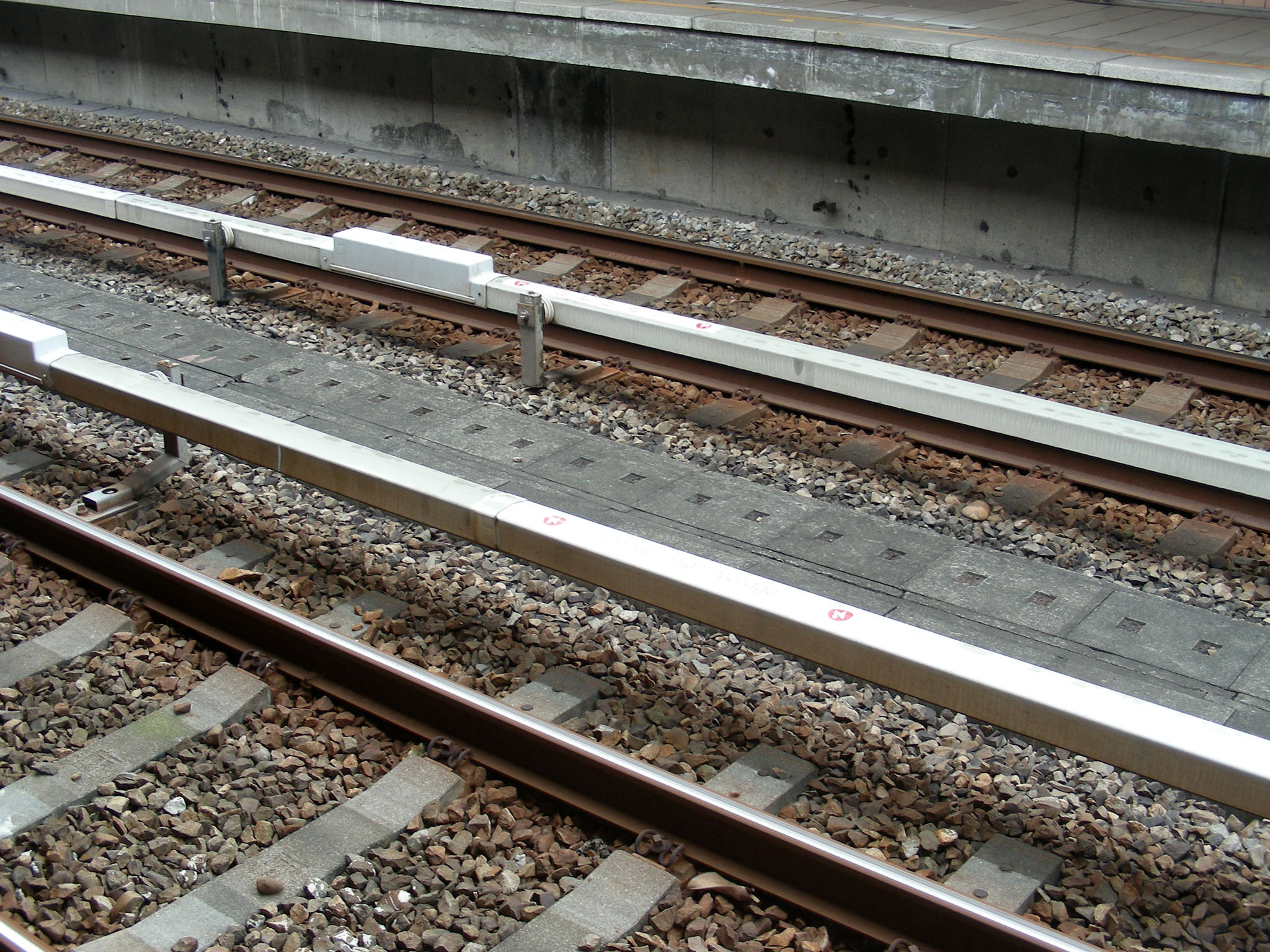
淡水線の第三軌条

民権西路駅以南は地下駅、円山駅以北は地上または高架駅である。右側通行（台鉄や台湾高速鉄道は左側通行）・標準軌（軌間1435mm）・第三軌条方式（直流 750 V）・ワンマン運転など、主にアメリカ合衆国の地下鉄を模した形の鉄道である。
各駅でホームゲートの設置や、車椅子に対応したバリアフリー化が進められている。改札内には一部に新聞の自動販売機がある以外、売店や飲料などの自動販売機は無い。駅構内や列車内での飲食は法令により禁じられており、違反者は罰金の対象となる。携帯電話の電波はトンネル内を走行中の列車からも十分通話が可能なように中継されているが、「通話は小声で行ってください(輕聲細語と書かれている)」との案内が行われている。
改札内の施設に於ける企業の宣伝広告は、キャンペーンなどに伴って排除され、台北捷運の広告または公共広告のみとなることがある。

## 車両
C301型、C381型が、全て6両編成で運行されている。1両の長さが 23.5 m、車両幅は 3.2 m、一編成の乗車定員は1,914名あるため、列車長は日本のJR在来線の通勤型電車のほぼ7両分、乗車定員では12両分以上に相当する。
車両基地は復興崗駅付近の沿線に北投機廠が設けられている。

## 歴史
- 1997年3月28日 - 淡水駅 - 中山駅間が開業[2](p338)。
- 1997年12月25日 - 中山駅 - 台北駅間が延伸開業[2](p338)。
- 1998年12月25日 - 台北駅 - 中正紀念堂駅間延伸開業により全線開業。新店線・中和線との直通運転を開始[2](p338)。
- 2001年9月17日 - 台風ナーリー（納莉、平成13年台風第16号）の影響で午前7:40以降板南線が全線運休[3](p123)、地上市街地の洪水被害と駅出入口からの浸水により本線内の全駅のホームが水没した。（#2001年の台風水没被害を参照）
- 2012年9月30日 - 新荘線延伸開業に伴い中和線との直通運転を中止。中和線直通便は新店線台電大楼駅折り返しに変更[3](p332)。
- 2013年11月24日 - 信義線開業に伴い、信義線との直通運転を開始。同時に台電大楼駅折り返し系統を廃止[4]。
- 2016年10月 - 駅ナンバリングを順次正式導入（従来のR33-R11で線内のみ連番から信義線と通しでR28-R08）。英語放送での案内も淡水信義線全体で「Red Line」となる[5]。

### 2001年の台風水没被害
表記の日時は全て現地時間（UTC+8）。全線地上高架の木柵線（現・文山線）を除く高運量規格の各路線は地下を通過する都心部で軒並み被災、復旧には1ヶ月を要した(p125)。

#### 当日まで
- 9月15日 - 12:00に捷運公司は台北駅にある交九の運行管制室内に対策本部（災害應變中心）を設置[3](p122)。
- 9月16日 - 22:00に昆陽駅から本部への「南港地区の道路冠水が甚大」報告により昆陽駅で止水板稼働、留置列車の北投機廠（中国語版）および新店機廠（中国語版）への避難を決定[3](p122)。
- 9月17日[3](pp122-124)
  - 4:50 - 南港線後山碑駅ホームで浸水が始まり、5:55には軌道面が冠水も捷運公司は市政府駅以西と淡水線を含む他路線全線での始発からの運行を決定。
  - 6:00 - 南港機廠から昆陽・後山碑2駅への水の流入止まらず。市政府駅以西と他路線全線での始発からの運行を開始。
  - 8:00 - 木柵線以外の高運量全路線で運休を決定。
  - 8:53 - 台北駅5号出口から地下への流入が始まり、6分でコンコースが浸水。駅上方の工事現場の仮設壁が崩壊、板南線ホームが冠水。9:10には地下2階改札口も浸水。
  - 13:00 - 台北駅地下街工事現場の浸水が止まる。
  - 16:20 - 台北駅地下3階と4階の冠水で淡水線ホーム同じフロアにあった捷運管制室も水没。事前に運行管理に関わる機器類は地上階へ避難が完了していた。
  - 18:00 - 中山駅冠水。
  - 18:25 - 雙連駅冠水。
  - 19:50 - 台大医院駅冠水。
- 9月18日 - 7:30、中正紀念堂駅冠水。

表中の★は地上からの浸水もあった場所
| 状況              | 淡水    | 剣潭    | 剣潭    | 圓山    | 民西    | 民西    | 雙連    | 雙連    | 中山    | ★台北    | 医院    | 医院    | 中正紀    | 中正紀                   | 中和・新店線→            | 中和・新店線→            | 管制         |
| ----------------- | ------- | ------- | ------- | ------- | ------- | ------- | ------- | ------- | ------- | -------- | ------- | ------- | --------- | ------------------------ | ------------------------ | ------------------------ | ------------ |
| 冠水時刻          | なし    | なし    | なし    | なし    | なし    | なし    | 18:25   | 18:25   | 18:00   | 8:53     | 19:50   | 19:50   | 9/18 7:30 | 9/18 7:30                | -                        | -                        | 8:53         |
| 軌道面冠水水位(m) | なし    | なし    | なし    | なし    | なし    | なし    | 3.5     | 3.5     | 2.7     | 9.9      | 0.5     | 0.5     | 0.5       | 0.5                      | -                        | -                        | 4.7          |
| 再開日            | 9月19日 | 9月19日 | 9月21日 | 9月21日 | 9月21日 | 10月1日 | 10月1日 | 10月1日 | 10月1日 | 10月1日  | 10月1日 | 10月1日 | 10月1日   | 線内9月19日(直通10月1日) | 線内9月19日(直通10月1日) | 線内9月19日(直通10月1日) | 2002年3月7日 |
| 再開日            | -       | -       | -       | -       | -       | -       | 10月4日 | 10月4日 | -       | 10月27日 | -       | -       | -         | 線内9月19日(直通10月7日) | 線内9月19日(直通10月7日) |                          | 2002年3月7日 |

#### 復旧
- 9月19日 - 淡水～剣潭間と直通先だった中和線と新店線で本数を減らして手動運転により運行再開[3](p129)
- 9月21日 - 剣潭～民権西路間で本数を減らして運行再開[3](p129)。
- 9月27日 - 淡水線剣潭以北および新店線でのATO運転再開[3](p129)
- 10月1日 - 10:00より新店線への直通を再開。雙連駅と台北駅は通過[3](p128)。
- 10月4日 - 雙連駅営業再開、13:00より中和線ATO運転再開[3](p128)。
- 10月7日 - 中和線との直通を再開[3](p129)。
- 10月27日 - 淡水線台北駅の営業再開。構内は手動運転[3](p130)。
- 2002年3月7日 - 台北駅の信号が完全復旧、全線でATO運転に戻る[3](pp130-131)

## 駅一覧
（注意：斜字体は建設中または計画中の路線）
| 駅番号                                                | 駅名                  | 駅名                  | 駅名                                   | 接続路線・備考                                                                                                   | 所在地 | 所在地        |
| 駅番号                                                | 日本語                | 繁体字中国語          | 英語                                   | 接続路線・備考                                                                                                   | 所在地 | 所在地        |
| ----------------------------------------------------- | --------------------- | --------------------- | -------------------------------------- | --- | ------ | ------------- |
| R28                                                   | 淡水駅                | 淡水站                | Tamsui                                 | 新北捷運：淡海軽軌藍海線                                                                                         | 新北市 | 淡水区        |
| R27                                                   | 紅樹林駅              | 紅樹林站              | Hongshulin                             | 新北捷運：淡海軽軌緑山線                                                                                         | 新北市 | 淡水区        |
| R26                                                   | 竹囲駅                | 竹圍站                | Zhuwei                                 | | 新北市 | 淡水区        |
| R25                                                   | 関渡駅                | 關渡站                | Guandu                                 | | 台北市 | 北投区        |
| R24                                                   | 忠義駅                | 忠義站                | Zhongyi                                | | 台北市 | 北投区        |
| R23                                                   | 復興崗駅              | 復興崗站              | Fuxinggang                             | | 台北市 | 北投区        |
| R22                                                   | 北投駅                | 北投站                | Beitou                                 | ■淡水信義線新北投方面(新北投支線)                                                                                | 台北市 | 北投区        |
| R21                                                   | 奇岩駅                | 奇岩站                | Qiyan                                  | | 台北市 | 北投区        |
| R20                                                   | 唭哩岸駅              | 唭哩岸站              | Qilian                                 | | 台北市 | 北投区        |
| R19                                                   | 石牌駅 (栄総)         | 石牌站 (榮總)         | Shipai (Veterans General Hospital)     | | 台北市 | 北投区        |
| R18                                                   | 明徳駅                | 明德站                | Mingde                                 | | 台北市 | 北投区        |
| R17                                                   | 芝山駅                | 芝山站                | Zhishan                                | | 台北市 | 士林区        |
| R16                                                   | 士林駅                | 士林站                | Shilin                                 | 環状線(Y26) | 台北市 | 士林区        |
| R15                                                   | 剣潭駅                | 劍潭站                | Jiantan                                | | 台北市 | 士林区        |
| R14                                                   | 圓山駅                | 圓山站                | Yuanshan                               | | 台北市 | 中山区 大同区 |
| R13                                                   | 民権西路駅            | 民權西路站            | Minquan West Road                      | 中和新蘆線(O11)                                                                                                  | 台北市 | 中山区 大同区 |
| R12                                                   | 双連駅 (馬偕紀念医院) | 雙連站 (馬偕紀念醫院) | Shuanglian (Mackay Memorial Hospital)  | | 台北市 | 中山区 大同区 |
| R11                                                   | 中山駅                | 中山站                | Zhongshan                              | 松山新店線(G14)                                                                                                  | 台北市 | 中山区 大同区 |
| R10                                                   | 台北車站駅            | 台北車站              | Taipei Main Station                    | 板南線(BL12) · 台湾鉄路管理局：■縱貫線 · 台湾高速鉄路公司：■台湾高速鉄道 · 桃園捷運： 機場線（桃捷台北車站：A1） | 台北市 | 中正区        |
| R09                                                   | 台大医院駅            | 台大醫院站            | National Taiwan University Hospital    | | 台北市 | 中正区        |
| R08                                                   | 中正紀念堂駅 (南門)   | 中正紀念堂站 (南門)   | Chiang Kai-Shek Memorial Hall (Nanmen) | 松山新店線(G10)・■万大樹林線(LG01)                                                                               | 台北市 | 中正区        |
| ↓信義線象山駅まで直通運転（淡水信義線として一体運行） |                       |                       |                                        | |        |               |

### 註釈
1. ↑  台北駅の信号設備故障により手動運転で仮復旧、ATO使用再開日を指す[3](pp130-131)